# Esther (oratorium)
Esther (Estera (pol.)) – oratorium (HWV 50) napisane przez Georga Friedricha Händla. Jest to pierwsze oratorium w języku angielskim. Libretto napisali Alexander Pope i John Arbuthnot na podstawie opery Jeana Racine’a.

## I wersja
Pierwsza wersja (HWV 50a) miała sześć scen, bez podziału na akty, jej premiera odbyła się w roku 1718 w Cannons.

## II wersja
Obecnie najczęściej wykonywana wersja (HWV 50b), trzyaktowe oratorium, miała swoją premierę w 1732 roku w Londynie.